# New York 1901
New York 1901 è un gioco da tavolo ideato da Chénier La Salle pubblicato nel 2015 dalla Blue Orange dove i giocatori nei panni di imprenditori edili dovranno costruire grattacieli sempre più alti nella Lower Manhattan di New York del 1901 al fine di ottenere maggiori punti.

## Il gioco
Dopo aver disposto il tabellone al centro del tavolo, ad ogni giocatore viene data una carta personaggio e la relativa carta terreno del colore corrispondente che servono a determinare la posizione di partenza sul tabellone, 3 carte azione che permettono azioni speciali e che una volta usate vengono eliminate dal gioco, le 18 tessere grattacielo divise in 6 costruzioni bronzo, 6 argento e 6 oro che rappresentano le tre tecnologie a disposizione e 4 operai del proprio colore. A fianco del tabellone vengono disposte le carte terreno (dei 4 colori delle zone disponibili per la costruzione) di cui 4 vengono scoperte, i 4 edifici leggendari paragonati agli edifici oro, ma essendo unici ognuno può essere costruito da un solo giocatore. Inoltre ogni giocatore ne potrà costruire solo uno.
Durante il proprio turno ogni giocatore può eseguire una delle due azioni disponibili:
- acquistare terreno / costruire
- demolire / ricostruire

La prima azione permette di prendere una delle 4 carte terreno a disposizione di tutti i giocatori e di piazzare un operaio sul piano di gioco in corrispondenza di un terreno dello stesso colore e dimensione. Poi è possibile costruire un edificio e, nel caso si faccia questa parte d'azione, si registrano i punti.
La seconda azione invece permette di demolire edifici per costruirne uno di tecnologia superiore.
La fine del gioco si verifica quando un giocatore rimane solo con 4 edifici da costruire oppure quando sono rimaste solo 3 carte terreno e il giocatore con più punti è decretato il vincitore.

## Premi e riconoscimenti
Il gioco ha vinto i seguenti premi e avuto i seguenti riconoscimenti:
- 2016 
  - Mensa Select: vincitore
  - Gioco dell'Anno: finalista
- 2015
  - Vuoden Peli Strategy Game of the Year: vincitore
  - Golden Geek Best Family Board Game: nominato